# ال. اسپراگ دی کمپ
لاین اسپراگ دی‌کمپ (به انگلیسی: Lyon Sprague de Camp) (زادهٔ ۲۷ نوامبر ۱۹۰۷ در نیویورک سیتی – درگذشته ۶ نوامبر ۲۰۰۰ در پلینو، تکزاس) یک نویسنده ادبی، یک نویسنده گونهٔ علمی-تخیلی و خیال‌پردازی و یک تاریخدان آماتور بود. از زمره آثار او می‌توان به کنان بربر اشاره کرد که مورد اقتباس فیلم و سریال تلویزیونی قرار گرفته‌است.
ال.اس. دی‌کمپ که چندین کتاب و صدها داستان کوتاه منتشر کرده‌است، بیش از همه به خاطر داستانهای علمی تخیلی و خیال‌پردازی خود مشهور است. در حین زندگی ادبی او، تمام جایزه‌های این دو ژانر به او اعطا شدند، از جمله جایزه Grand Master Award for Lifetime Achievement in Fantasy (سال ۱۹۷۶) و دو سال بعد از آن، جایزهٔ استاد بزرگ نبولا.
در کنار داستانهای علمی تخیلی و خیال‌پردازی و بعضی کتابهای تاریخی، دی‌کمپ چند زندگینامه هم تألیف کرده‌است، از جمله درباره هاوارد فیلیپس لاوکرافت و رابرت ای هاوارد، همچنین سرگذشت خود او که تحت عنوان Time and Chance در سال ۱۹۹۷ جایزه هوگو را از آن خود کرد.